# غوستافو سانتوللا
غوستافو سانتوللا (بالإسبانية: Gustavo Alfredo Santaolalla)‏ (مواليد 19 أغسطس 1951 في إلبالومار الأرجنتين) موسيقي أرجنتيني ومؤلف موسيقى تصويرية للأفلام ومنتج، حائز لمرتين على جائزتي الأوسكار والغولدن غلوب وفائز بمرتين بجوائز البافتا والغولدن غلوب وحائز على جائزة لاتين غرامي أوورد.

## سيرة
بدأت المسيرة الاحترافية لسانتوللا في العام 1967 عندما شارك في تأسيس فرقة موسيقى الروك الأرجنتينية أركو إريس Arco Iris والتي استمرت تقدم عروضها منذ أواخر الستينيات وحتى أواخر السبعينيات، والتي اختصت بالروك الأرجنتيني التقليدي بنفحة أمريكا اللاتينية. الفرقة تبنت أسلوب حياة كوموني يوغوي "yogic intentionalcommunity"، وكانت بقيادة الموديل السابقة دانيس وانياكا وشريكها الموسيقي أرا توكاتاليان.
أصدرت الفرقة قليلا من الأغاني الشهيرة مثل: Mañanas Campestres أو «صبحيات بلد» والتي حققت نجاحات متعددة. لكن سانتوللا شعر بالضيق من مبادئ وتعليمات دانيس والتي كانت تشمل الامتناع عن تناول اللحوم وشرب الكحول والمخدرات والامتناع عن ممارسة الجنس. ليغادر الفرقة في العام 1975.
بعد عام انضم إلى سولونا "Soluna" حيث قام بالعزف إلى جانب عازف البيانو والمغني اليافع أليخاندرو ليرنر وصديقته اللاحقة مونيكا كامبينز ليقوموا بتسجيل ألبوم واحد فقط هو Energia Natural عام 1977. غادر سانتوللا إلى لوس أنجليس حيث تبنى موسيقى الروك أند رول وقام بعدة جولات مع الفرقة التي انضم إليها Wet Picnic. عاد إلى الأرجنتين لفترة وجيزة عام 1981، حيث قدم ليون جريثو León Gieco الموسيقار الأرجنتيني.
كفنان منفرد قام بتسجيل ثلاثة ألبومات موسيقية ألبومه الموسيقي الأول الذي حمل اسمه كان Santaolalla سنة 1981 والذي حقق نجاحا في الثمانينيات بالأرجنتين. ألبومه الثاني Gas تم إطلاقه في عام 1995، أما آخر ألبوماته فكان بعنوان Ronroco الذي صدر العام 1998. ألف بعد ذلك موسيقى تميزت بادخال آلة التشارنغو الموسيقية في تلحينها. أغنيته المميزة التي استخدم فيها موسيقى تشارنغو في العزف وهي إجوازو عززت من مكانته الفنية حيث صارت لاحقا مستخدمة في عدد من الأفلام حيث قام باستخدامه مايكل مان في ذا إنسايدر، كولاتيرال كذلك من قبل مايكل مان، بابل من إخراج أليخاندرو غونزالس إناريتو كذلك فيلم شبكة إتش بي أو التلفزيوني Deadwood كذلك تضمن فيلم دياريس دي موتوسكليتا لوالتر ساليس أغنية De Ushuaia a La Quiaca من تأليف سانتوللا.

## فيلموغرافيا
- She Dances Alone 1981
- Amores perros 2000
- ذا إنسايدر 1999.
- 21 Grams 2003
- Salinas grandes 2004 (تلفزيون)
- مذكرات دراجة نارية 2004
- نورث كنتري 2005
- Yes 2005.
- بروكباك ماونتن 2005 Academy Award for Original Music Score
- Fast Food Nation 2006.
- بابل 2006 Academy Award for Original Music Score
- Into the Wild 2007.
- I Come with the Rain 2009

## جوائز وترشيحات

### جوائز
- الأوسكار:
  - 2006: جائزة الأوسكار لأفضل موسيقى تصويرية - Babel
  - 2005: Best Original Score - Brokeback Mountain
- بافتا:
  - 2006: Anthony Asquith Award for Film Music - Babel
  - 2004: Anthony Asquith Award for Film Music - مذكرات دراجة نارية
- غولدن غلوب:
  - 2005: Best Original Song - "A Love That Will Never Grow Old" from Brokeback Mountain
- غرامي:
  - 2004: Best Latin Rock/Alternative Album - Cuatro Caminos (منتج)
- لاتين غرامي:
  - 2006: Best Tango Album - Café De Los Maestros (منتج)
  - 2005: Best Rock Solo Vocal Album - Mi Sangre (منتج)
  - 2005: Producer of the Year
  - 2004: Best Alternative Music Album - Cuatro Caminos (منتج)
  - 2003: Record of the Year - "Es Por Ti" (منتج)
  - 2003: Album of the Year - Un Día Normal (منتج)
  - 2003: Best Pop Instrumental Album - Bajofondo Tango Club (منتج)
  - 2001: Best Rock Solo Vocal Album - Fíjate Bien (منتج)
  - 2000: Best Rock Album - Revés/Yo Soy (منتج)

### ترشيحات
- بافتا:
  - 2005: Anthony Asquith Award for Film Music - Brokeback Mountain
- غولدن غلوب:
  - 2006: Best Original Score - Babel
  - 2005: Best Original Score - Brokeback Mountain
- غرامي:
  - 2007: Best Compilation Soundtrack Album for a Motion Picture, Television or Other Visual Media - Brokeback Mountain (منتج)
  - 2008: Best Compilation Soundtrack Album for a Motion Picture, Television or Other Visual Media - Babel (منتج)